# Pneumant

Pneumant-Logo 1959 – 2012

Die Goodyear Tires Germany GmbH Fürstenwalde ist ein deutscher Reifenhersteller, der seit 2015 zum US-amerikanischen Konzern Goodyear gehört. Bekanntheit erlangte das Unternehmen unter dem Namen Pneumant Reifen GmbH Fürstenwalde. Produkte sind Sommer- und Winterreifen. Seit 2015 wird die Kernmarke Pneumant wieder produziert. Bis 1989 war das Unternehmen Stammbetrieb des volkseigenen Reifenkombinats, das die gesamte ostdeutsche Reifenindustrie vereinigte. Unter der Marke PNEUMANT (Warenzeichenverband der Reifenwerke der DDR e. V.) wurden auch allgemein Kunststoffteile für Industrie, für Fahrzeuge (Transportkoffer), Handwerk und Haushalt sowie Spielwaren im VEB Kombinat Plast- und Elastverarbeitung hergestellt. Das Portfolio reichte von Kunststofftanks über Transportbehälter bis hin zu Haushaltswaren wie etwa Kunststofftrichtern, Kinderbadewannen, Wäschekörben, Kunststoffbesteck für Kinder. Der zweitgrößte Sportverein Brandenburgs, die BSG Pneumant Fürstenwalde, ist nach dem Fürstenwalder Reifenhersteller benannt.

## Geschichte

### Von der Gründung bis zum Zweiten Weltkrieg

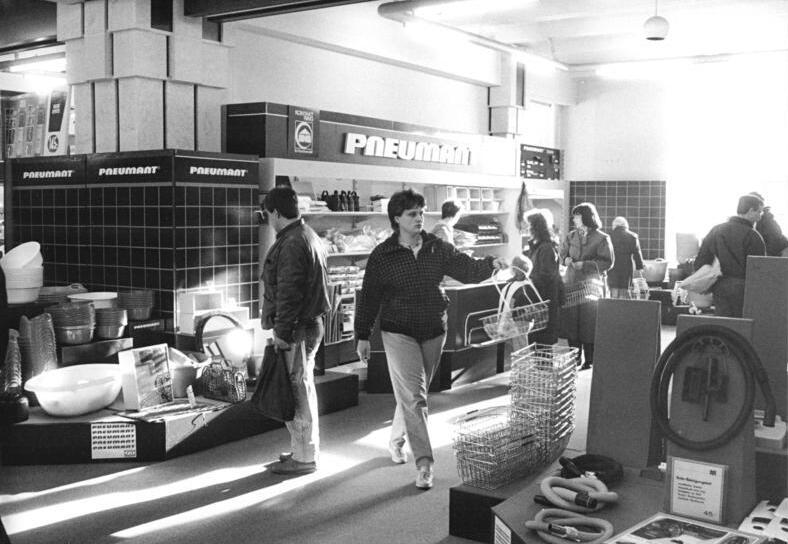
Auch Kunststoffartikel für Küche und Bad wurden unter dem Markennamen verkauft

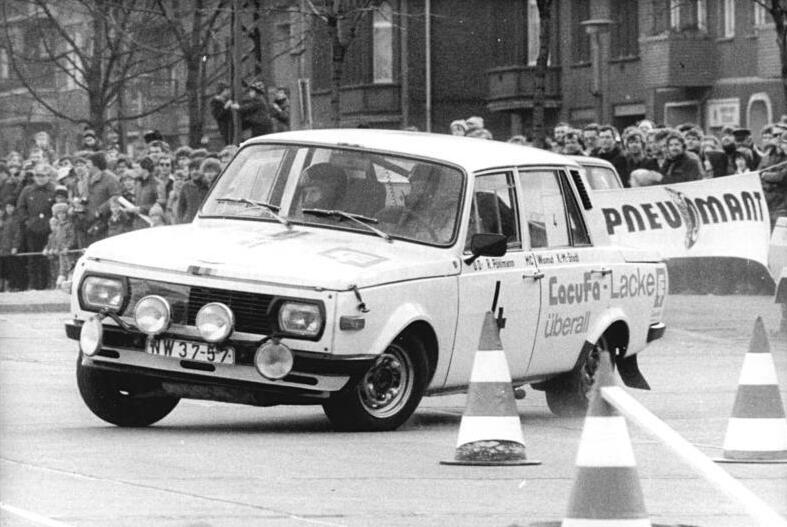
Das Auftaktrennen zur 23. Pneumant-Rallye im März 1983 vor der Werner-Seelenbinder-Halle in Berlin

Im Jahr 1906 nahm die Deutschen Kabelwerke AG (DeKaWe) der jüdischen Unternehmerfamilie Hirschmann in Berlin Gummi-Kraftfahrzeugreifen in ihr Produktionsprofil auf. Im Jahr 1922 wurde dieser Geschäftsbereich als Deka Pneumatik GmbH selbständig.  Zu Beginn der 1930er-Jahre wurden in Berlin-Boxhagen täglich rund 1000 Reifen hergestellt. Nach der Machtergreifung der Nationalsozialisten im Jahre 1933 wurde die Familie schrittweise aus ihrem Unternehmen gedrängt und bis 1935 zum Verkauf ihrer Unternehmensanteile unter Wert gezwungen. Die Familienmitglieder verließen Deutschland zwischen 1935 und 1939.
In Fürstenwalde waren die Deutschen Kabelwerke mit der Kabelproduktion bereits seit 1925 in einem modernen Werk im heutigen Ortsteil Ketschendorf präsent. Vom NS-Staat wurde 1937 der Bau eines neuen Werkes – von Anfang an als reiner Rüstungsbetrieb zur Versorgung der Deutschen Wehrmacht geplant – für die Herstellung von kriegswichtigen Reifen sowie Gummierzeugnissen für Panzer und Artilleriegeschütze angewiesen. Gleichwohl als Bauherr die Deutsche Kabelwerke AG ausgewiesen war, war es tatsächlich die bereits 1936 in Berlin gegründete Wirtschaftsstelle für Kraftfahrzeugreifen (WIKRAFA) GmbH. Im September 1940 nahm die Deka Pneumatik GmbH die Produktion auf, bis zum Jahreswechsel wurden bereits rund 40.000 Kraftfahrzeugreifen, 5.000 Gummipolster und 1.200 Bandagen und Geschützreifen produziert. Die gesamte Produktion ging ausschließlich an die Wehrmacht. Wurden zu Beginn BUNA-Kautschuk und Naturkautschuk verwendet, setzte man ab 1941 verstärkt auf den Einsatz von BUNA-Kautschuk. 1943 wurde der Standort bedeutend erweitert, 1944 hatte er rund 1500 Beschäftigte. Während des Zweiten Weltkriegs wurden in großer Zahl Zwangsarbeiter eingesetzt.

### Volkseigener Betrieb in der DDR

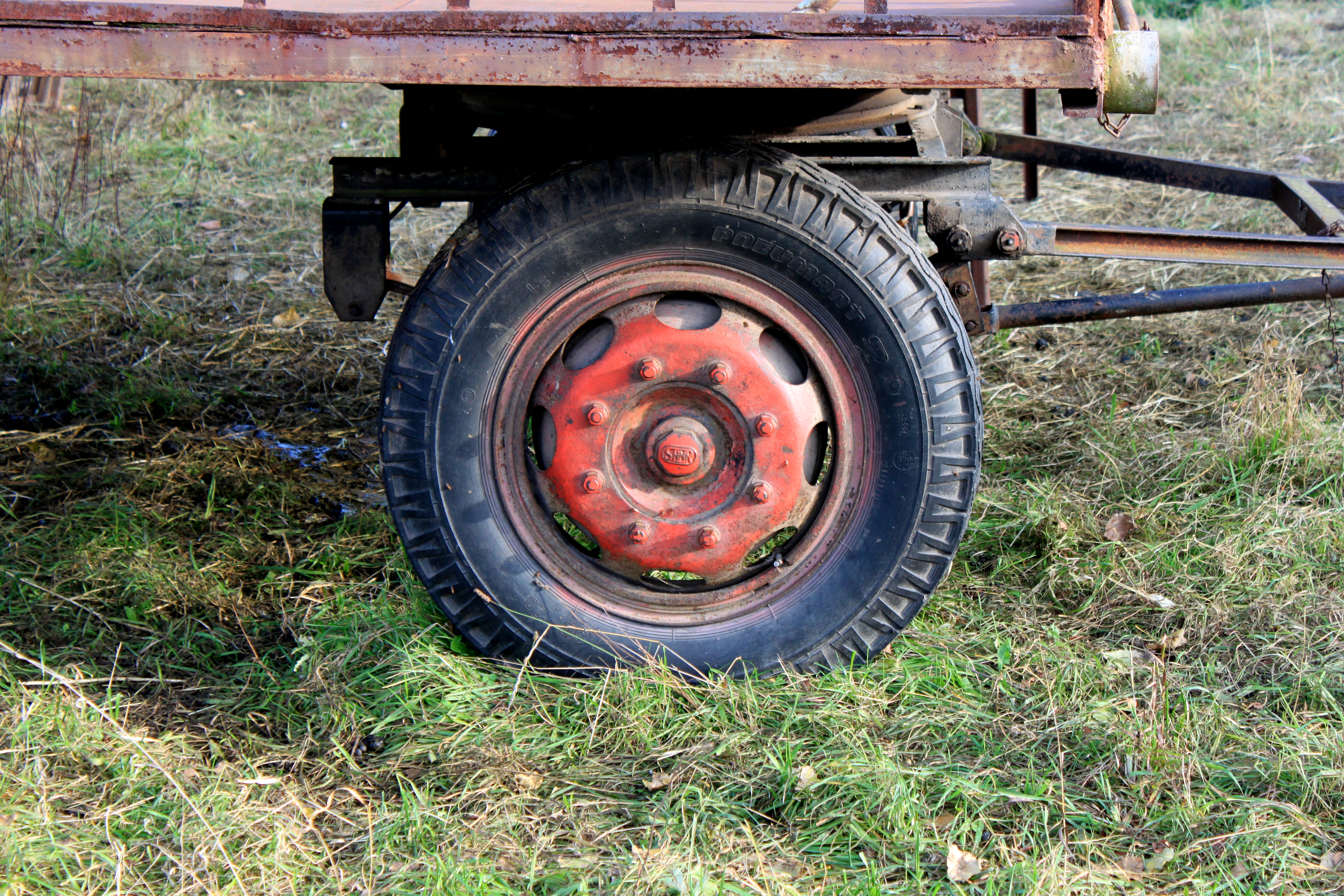
Pneumant-Reifen an einem landwirtschaftlichen Anhänger

Nach dem Ende des Zweiten Weltkriegs war das Reifenwerk in Fürstenwalde das Einzige auf dem Territorium der sowjetischen Besatzungszone. Die Deka Pneumatik GmbH wurde 1945 enteignet und die Fertigungsanlagen komplett demontiert. Der Befehl Nr. 84 vom 18. März 1946 der Sowjetische Militäradministration in Deutschland (SMAD) verfügte den Wiederaufbau und die Umwandlung in Volkseigentum. Anfang 1947 wurde wieder mit der Reifenherstellung begonnen. In Riesa, Heidenau und Berlin wurden kleine Handwerksbetriebe zu weiteren volkseigenen Reifenwerken aufgebaut.  Wurde zunächst noch das alte Warenzeichen «Deka» genutzt, wurde 1959 die neue Wort-Bild-Marke «Pneumant» eingeführt. Ab 1961 engagierte sich der Volkseigene Betrieb erstmals im Motorsport: Die erste Pneumant-Rallye wurde ausgetragen. Um die Stückzahlen zu steigern, entstand in Dresden-Gittersee ein weiteres Reifenwerk.
Das Reifenwerk Riesa wurde 1946 für die Runderneuerung und Neureifenproduktion neu gegründet und nahm 1956 die Produktion schlauchloser Reifen auf. Ein Jahr später begann die Herstellung von runderneuerungsfähigen Flugzeugreifen. Nach einer Sortimentsbereinigung zwischen den reifenherstellenden Betrieben, spezialisierte sich Fürstenwalde in den 1960er Jahren auf LKW-, Ackerschlepper- und Spezialreifen. Das Reifenwerk Heidenau war auf die Entwicklung und Produktion von Moped- und Motorradreifen spezialisiert.
1969 wurde die gesamte DDR-Reifenindustrie unter dem Namen VEB Reifenkombinat Fürstenwalde zusammengefasst. Das neu entstandene Kombinat hatte rund 11.000 Mitarbeiter und stellte später Reifen für Marken wie Simson, MZ, Wartburg und Trabant her. Neben dem Stammbetrieb, dem VEB Reifenwerk Fürstenwalde, gehörten die vier Zweigbetriebe in Riesa, Heidenau, Dresden und ab 1971 auch in Neubrandenburg zum Kombinat. Weiterhin waren fünf Werke zur Runderneuerung von Reifen (unter anderem VEB Berliner Reifenwerk), ein Forschungszentrum sowie der Außenhandelsbetrieb VE AHB Pneumant Bereifungen Export/Import angeschlossen. 1984 wurden 2,27 Millionen Reifen produziert. 1983 exportierte das Kombinat Reifen im Wert von 230 Millionen VM.
1973 begann in Riesa der Bau von PKW-Radialreifen nach Lizenz von Kléber-Colombes (heute Michelin). 1988 fertigte das Reifenkombinat mit 11.500 Mitarbeitern sieben Millionen Pneumant-Reifen.

### Nach der Wende
Die Wende von 1989/90 brachte auch für Pneumant einschneidende Veränderungen mit sich: 1990 entstanden an Stelle des bisherigen Kombinats Kapitalgesellschaften, aus denen drei Jahre später die Pneumant Reifen & Gummi Werke GmbH wurde. 1995 ging sie an die Dunlop-Tochter SP Reifenwerke GmbH und wurde in Pneumant Reifen GmbH umbenannt. 1998 feierte Pneumant ein großes Jubiläum: Der 100-millionste Reifen ging in Riesa vom Band. Zwei Jahre später bekam Pneumant den europäischen Wirtschaftspreis Milestones in der Kategorie «Turnaround» verliehen. 2006 wurden in Fürstenwalde die ersten Run-Flat-Reifen für Dunlop produziert.
Aufgrund rückgängiger Umsätze gab Dunlop im Januar 2012 die Einstellung der Marke bekannt. Zuletzt waren nur noch 50.000 Pneumant-Reifen pro Jahr gefertigt worden.
Dunlop nahm 2015 die Produktion erneut auf. Die Reifen wurden über die Reutlinger Handelsgruppe Reiff in Deutschland und Österreich angeboten. Im selben Jahr kündigte Dunlop an, das weltweite Joint-Venture mit Goodyear zu verlassen; Goodyear sollte am Jahresende alle Anteile am Joint-Venture erhalten. 2021 arbeiteten dort unter Goodyear Dunlop 950 Menschen.
Im November 2023 kündigte Goodyear an, die Produktion am Standort Fürstenwalde bis 2027 schrittweise zu beenden. Rund 200 Mitarbeiter sollen weiterhin Gummimischungen zur Belieferung anderer Produktionsstandorte herstellen.